# Delloreen Ennis-London
Delloreen Ennis-London, född den 5 mars 1975 i Saint Catherine, Jamaica, är en jamaicansk friidrottare som tävlar i häcklöpning.
Ennis-London genombrott kom när hon 1999 kraftigt förbättrade sitt personliga rekord på 100 meter häck från 13,27 till 12,71. Samma år deltog hon i sin första mästerskapsfinal då hon slutade sjua vid VM i Sevilla. Hon deltog vid Olympiska sommarspelen 2000 och blev där fyra på tiden 12,80. Vid Olympiska sommarspelen 2004 fyra år senare gick det mindre bra och hon blev utslagen redan i semifinalen.
Vid VM i Helsingfors 2005 blev hon tvåa på samma tid som landsmannen och bronsmedaljören Brigitte Foster-Hylton. Hon följde upp det med att bli bronsmedaljör vid både Samväldesspelen 2006 och vid VM 2007.
Hon deltog även vid Olympiska sommarspelen 2008 där hon tog sig vidare till finalen och slutade på en femte plats på tiden 12,65. Vid VM 2009 blev hon åter bronsmedaljör, denna gång på tiden 12,55.
Ennis-London personliga rekord är från 2007 och lyder 12,50.